# Tamás Vetö
Tamás Vetö, född 20 maj 1935 i Budapest, död
29 maj 2025 i Köpenhamn,
 var en ungersk dirigent som bott och verkat i Danmark sedan 1957.
Vetö utbildades vid Liszt-akademien i Budapest till pianist och dirigent och har ackompanjerat många sångare, bland annat på grammofoninspelningar. Han har särskilt gjort sig känd som kördirigent och som uttolkare av nutida musik. Han har arbetat med körer som DR Radiokoret (Danska radiokören), Operakören, Cantilena och Ars Nova.
Som orkesterdirigent har han varit knuten till Odense symfoniorkester som chef 1984-1987, dirigerat talrika konserter med Radiosymfoniorkestern och med Den Jyske Opera.
| ”                                       | 1957 anlände en ung ungrare till Köpenhamn som en av de många flyktingar som på den tiden blev mottagna med öppna armar. Under de kommande decennierna byggde pianisten och dirigenten Tamás Vetö en av de mest betydelsefulla och inflytelserika karriärerna i den danska efterkrigstidens musikliv. | „ |
| – Ur Livet på Spil av Tore Leifer, 2005 | |   |